# Недзвецький Йосип Маркович
Йо́сип Ма́ркович Недзве́цький (біл. Восіп Маркавіч Нядзведскі; рос. Иосиф Маркович Недзвецкий; * 23 червня 1908, Могильов, нині Білорусь — загинув 26 грудня 1959) — машиніст криголамного пароплава «Георгій Сєдов» Головпівнічморшляху. Герой Радянського Союзу (3 лютого 1940 року, медаль № 235).

## Біографія
Йосип Маркович Недзвецький народився 23 червня 1908 року в місті Могильов (нині обласний центр Білорусі) в сім'ї робітника. Білорус.
Виховувався в дитячому будинку. Закінчив початкову школу. Працював на будівництві залізниці, слюсарем на заводі «Онего» в місті Петрозаводськ (Карелія).
У 1930—1934 роках служив у Червоній армії, де здобув фах моториста. Брав участь у полярних експедиціях, був машиністом на криголамі «Єрмак».
Як машиніст криголама «Георгій Сєдов», що упродовж 812 діб дрейфував у льодах Північного Льодовитого океану, зазнав разом з іншими членами екіпажу всіх труднощів і випробувань, проявив мужність і майстерність.

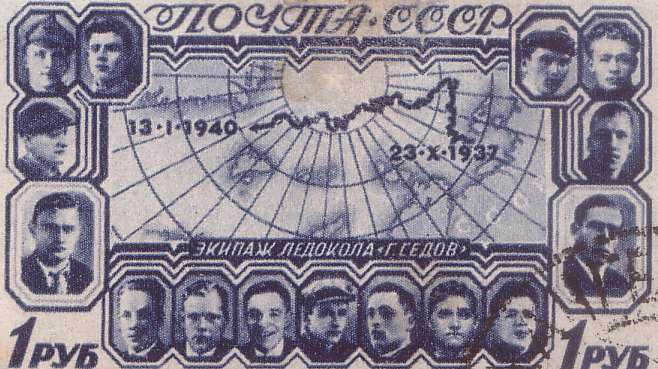
Екіпаж криголама «Георгій Сєдов» на поштовій марці

Указом Президії Верховної Ради СРСР від 3 лютого 1940 року «за проведення героїчного дрейфу, виконання широкої програми досліджень у важких умовах Арктики й виявлені при цьому мужність і наполегливість» машиністу криголамного пароплава «Георгій Сєдов» Недзвецькому надано звання Героя Радянського Союзу з врученням ордена Леніна та медалі «Золота Зірка» (№ 235). Згідно з цим же Указом, кожному з 15 учасників дрейфу, відзначених найвищою відзнакою СРСР, було вручено грошову премію в сумі 25 000 карбованців.
1940 року став членом ВКП(б).
Закінчив перший курс Промакадемії. Учасник Великої Вітчизняної війни. Від 1946 року знову працював в Арктиці. Був начальником полярної станції на мисі Арктичний.
Загинув 26 грудня 1959 року внаслідок пожежі на станції. Недзвецького поховано в Москві на Ваганьковському кладовищі.